# هلاواتتسه (ناحیه چسکه بودیوویتسه)
هلاواتتسه (به چکی: Hlavatce) یک منطقهٔ مسکونی در جمهوری چک است که در شهرستان چسکه بودیوویتسه واقع شده‌است. هلاواتتسه ۵٫۰۴ کیلومتر مربع مساحت و ۱۴۵ نفر جمعیت دارد و ۴۰۳ متر بالاتر از سطح دریا واقع شده‌است.